# Thermopolis
Thermopolis é uma cidade localizada no estado norte-americano de Wyoming, no Condado de Hot Springs, do qual é capital.

## Demografia
Segundo o censo norte-americano de 2000,  sua população era de 3172 habitantes. Em 2006, foi estimada uma população de 2942, um decréscimo de 230 (-7.3%).

## Geografia
De acordo com o United States Census Bureau, Thermopolis tem uma área de
6,4 km², dos quais 6,2 km² cobertos por terra e 0,2 km² cobertos por água. Localiza-se a aproximadamente 1315 m acima do nível do mar.

## Localidades na vizinhança
O diagrama seguinte representa as localidades num raio de 76 km ao redor de Thermopolis.